# Selectina

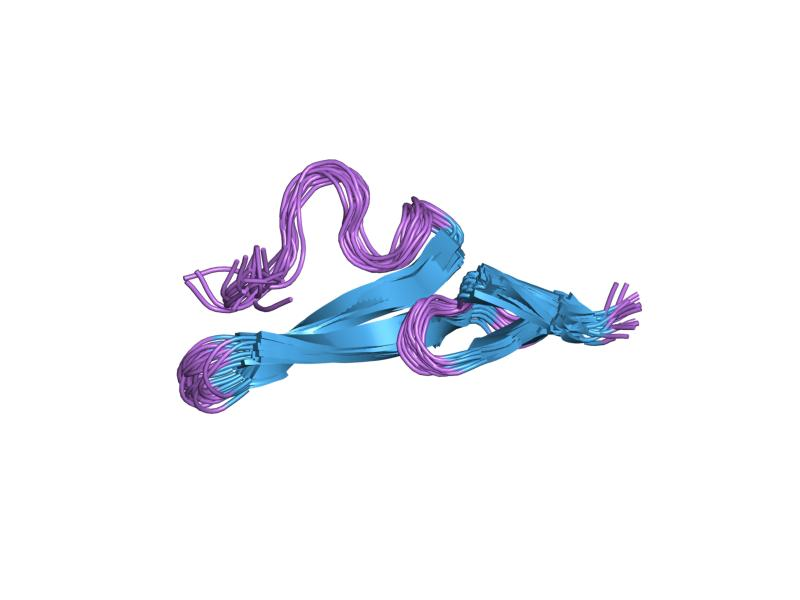
Model de factor de creixement epidèrmic (EGF) d'una selectina

Les selectines són glicoproteïnes transmembrana que participen en adhesions intercel·lulars transitòries i febles; la seva part citosòlica s'uneix al citoesquelet d'actina i la seva part extracel·lular s'uneix heterofílicament a carbohidrats mitjançant una lectina situada al seu extrem. Les selectines són molècules d'adhesió cel·lular (“CAM's”, sigles en anglès) dependents de calci (Ca2+) igual que altres CAM's com les cadherines i les integrines però al contrari que la família de les immunoglobulines (“Ig superfamily”), i són d'unió heterofílica com les integrines. Intervenen en interaccions d'adhesió transitòries entre cèl·lula i cèl·lula en el corrent sanguini i la seva funció principal en els vertebrats consisteix a controlar el trànsit dels glòbuls blancs que roden sobre les cèl·lules endotelials del corrent sanguini i els teixits. Les selectines adherides a les cèl·lules endotelials reconeixen amb el domini de lectina els carbohidrats dels glòbuls blancs o leucòcits i els fan entrar en el teixit en cas d'inflamació en el procés de diapèdesi.

## Estructura
Les selectines són una família de proteïnes transmembrana monocatenaries amb una hèlix transmembrana amb un domini amb gran homologia amb la lectina dependent de calci a l'extrem extracel·lular que l'uneix als oligosacàrids d'una altra cèl·lula. La lectina ve unida a un domini de tipus factor de creixement epidèrmic (EGF), després venen de dos fins a nou dominis de proteïna reguladora del complement (segons el tipus de selectina) i, per acabar, la regió transmembrana en hèlix. Per la banda citosòlica les selectines s'uneixen al citoesquelet d'actina mitjançant unes proteïnes d'ancoratge encara poc conegudes.
La família de les selectines està formada per tres membres:
- L-selectina: és la selectina vascular més petita (74-100 kDa) i es troba als leucòcits neutròfils
- P-selectina: és la selectina més gran (140kDa) i es troba a les plaquetes de la sang i a cèl·lules endotelials inflamades, activades.
- E-selectina: s'expressa en endotelis activats amb inflamació química o induïda per citocines.[2]

## Funció
La funció de les selectines és molt definida: fan de pont d'adhesió de les cèl·lules de l'endoteli a les cèl·lules del sistema immunitari i les orienten perquè vagin als teixits on hi ha inflamació. El procés mitjançant el qual les selectines duen a terme aquesta funció és anomenat "procés de rolling dels limfòcits". Les cèl·lules endotelials, col·locades al centre d'una inflamació, exposades a selectina i mitjançant el flux sanguini fan frenar i atrapen els neutròfils granulocits que passen rodant i són detinguts per la integrina activada a l'endoteli. És a dir, les selectines exposades a la part de la llum del vas sanguini per la membrana apical reconeixen els carbohidrats dels limfòcits i els frenen. Posteriorment les integrines, un altre tipus de CAM, les paren i després els limfòcits s'introdueixen al teixit inflamat. El rodament o "rolling" i posterior aturament dels limfòcits són les fases inicials de la diapèdesi, és a dir, el moviment dels limfòcits des del corrent sanguini al focus de la infecció.